# مارغريت غالاند كيفلسون
مارغريت غالاند كيفلسون (بالإنجليزية: Margaret G. Kivelson)‏ (ولدت في 21 تشرين الأول/أكتوبر 1928) هي فيزيائية فضاء أمريكية، وعالمة كوكبية، وأستاذة جامعية بارزة في الفيزياء الفضائية في جامعة كاليفورنيا، لوس أنجلوس. منذ عام 2010 حتى الآن، وبالتزامن مع تعيينها في جامعة كاليفورنيا في لوس أنجلوس، كانت كيفلسون عالمة أبحاث وباحثة في جامعة ميشيغان.
وتشمل اهتماماتها البحثية الرئيسية الغلاف المغناطيسي للأرض والمشتري وزحل. كما ركزت الأبحاث الأخيرة على أقمار الجليل في كوكب المشتري. وكانت الباحثة الرئيسية في مقياس المغنطيسية في مركبة غاليليو أوربتر التي حصلت على بيانات في الغلاف المغنطيسي لكوكب المشتري لمدة ثماني سنوات، وباحثة مشتركة في عملية تشويه الأعضاء التناسلية للإناث (مقياس المغنطيسي) في بعثة الكتلة بين ناسا ووكالة الفضاء الأوروبية التي تدور حول الأرض. وهي تشارك بنشاط كمحقق مشارك في مهمة ثيمس ناسا، كعضو في فريق كاسيني لقياس المغنطيسية، وكعضو في فريق قياس المغنطيسية لبعثة عصير الأوروبية إلى كوكب المشتري. وقد نشر كيفلسون أكثر من 350 ورقة بحثية وهو محرر مشارك لكتاب مدرسي يستخدم على نطاق واسع عن فيزياء الفضاء (مقدمة في فيزياء الفضاء). 